# Cinque tecniche
Le cinque tecniche (in inglese: five techniques) erano dei metodi di interrogatorio illegali che sono stati sviluppati originariamente dalle forze armate britanniche in altri scenari operativi e successivamente inflitti ai detenuti durante il conflitto nordirlandese nell'Irlanda del Nord. Queste cinque tecniche sono state definite come sessioni prolungate nel tempo di costrizioni alla posizione di stress, incappucciamento, esposizione al rumore, privazione del sonno e privazione di acqua e cibo.

## Storia
Queste tecniche sono state usate dapprima nell'Irlanda del Nord nel 1971 come parte dell'Operazione Demetrius, che consisteva in arresti di massa e la reclusione di persone sospettate di essere coinvolte nell'IRA. Tra gli arrestati, quattordici sono stati sottoposti a un programma di "interrogatorio duro" impiegando le cinque tecniche nel centro interrogatori segreto di Shackleton Barracks in Irlanda del Nord. Per sette giorni, quando non erano sotto interrogatorio, i detenuti venivano lasciati incappucciati e ammanettati in una cella fredda e sottoposti al rumore continuo di un forte sibilo. Qui erano costretti a rimanere nella posizione di stress per molte ore e privati del sonno, di cibo e di acqua. Venivano anche picchiati ripetutamente (qualcuno ha dichiarato di aver ricevuto calci sui genitali) con la loro testa che batteva contro i muri e minacciati con iniezioni. Gli effetti si manifestavano in dolore prolungato, sfinimento fisico e psichico, grave stato d'ansia, depressione, allucinazioni, disorientamento, ripetute perdite di coscienza e, sul lungo periodo, trauma psicologico. I quattordici individui sono divenuti noti come The Hooded Men (Gli Uomini Incappucciati) e sono stati gli unici detenuti in Irlanda del Nord ad essere stati sottoposti a tutte le cinque tecniche insieme. Altri detenuti sono stati costretti ad almeno una delle cinque tecniche insieme agli altri metodi di interrogatorio.
Nel 1976 la Commissione Europea dei Diritti dell'Uomo dichiarò che le cinque tecniche sono paragonabili alla tortura, e passò il caso alla Corte europea dei diritti dell'uomo. Nel 1978 la Corte dichiarò che le tecniche erano "disumane e degradanti" e violavano la Convenzione europea sui diritti dell'uomo, ma che non costituiscono tortura. Nel 2014, dopo che vennero scoperte nuove informazioni che mostravano come la decisione di usare i metodi di tortura in Irlanda del Nord fosse stata presa dai ministri, il governo irlandese chiese alla Corte europea dei diritti dell'uomo di rivalutare il suo giudizio e di riconoscere le cinque tecniche come pratiche di tortura.
La decisione della Corte che le cinque tecniche non erano paragonabili alla tortura venne più tardi citata da USA e Israele per giustificare i propri metodi di interrogatorio, che prevedevano anche le cinque tecniche. Agenti britannici avevano inoltre insegnato le cinque tecniche alle forze del governo militare brasiliano.
Durante la Seconda Guerra del Golfo, l'uso illegale delle cinque tecniche perpetrato da soldati inglesi contribuì alla morte di Baha Mousa.

## IlRapporto Parker
In risposta alla preoccupazione pubblica e parlamentare, il 16 novembre 1971 il governo britannico nominò una commissione d'inchiesta presieduta da Hubert Parker, Lord Giudice capo d'Inghilterra, di indagare gli aspetti legali e morali circa l'uso delle cinque tecniche.
Il "Rapporto Parker" venne pubblicato il 2 marzo 1972 e ha giudicato le cinque tecniche illegali nel diritto nazionale inglese:
Lo stesso giorno il primo ministro britannico Edward Heath dichiarò alla Camera dei Comuni:
In seguito le direttive che proibivano espressamente l'uso delle tecniche, sia in singolo che in combinazione, sono state concesse alle forze di sicurezza dal governo. Queste sono ancora in vigore, ma l'uso di tali metodi da parte delle forze di sicurezza non sarebbero tollerate dal governo.